# Grande Prémio de Portugal de 1993
Resultados do Grande Prêmio de Portugal de Fórmula 1 realizado em Estoril em 26 de setembro de 1993. Décima quarta e antepenúltima etapa da temporada, foi vencido pelo alemão Michael Schumacher, da Benetton-Ford, que subiu ao pódio ladeado por Alain Prost e Damon Hill, pilotos da Williams-Renault. Graças ao resultados auferidos em solo português, Alain Prost sagrou-se tetracampeão mundial de Fórmula 1 dois dias depois de anunciar sua aposentadoria.

## Resumo
- Última corrida de Emanuele Naspetti na Fórmula 1, que não completou por problemas no motor.
- Última corrida da Scuderia Italia na categoria. Não disputou os últimos dois GPs, e se fundiu com a Minardi.
- Este foi o último título mundial conquistado por Alain Prost e por um piloto francês na categoria, marca vigente ainda em 2023

## Classificação

### Treinos classificatórios
| Pos.   | Nº | Piloto               | Construtor              | Q1       | Q2       | Diferença |
| ------ | -- | -------------------- | ----------------------- | -------- | -------- | --------- |
| 1      | 0  | Damon Hill           | Williams-Renault        | 1:12.290 | 1:11.494 | —         |
| 2      | 2  | Alain Prost          | Williams-Renault        | 1:11.683 | 1:12.762 | + 0.189   |
| 3      | 7  | Mika Häkkinen        | McLaren-Ford            | 1:12.956 | 1:12.443 | + 0.949   |
| 4      | 8  | Ayrton Senna         | McLaren-Ford            | 1:12.954 | 1:12.491 | + 0.997   |
| 5      | 27 | Jean Alesi           | Ferrari                 | 1:13.682 | 1:13.101 | + 1.607   |
| 6      | 5  | Michael Schumacher   | Benetton-Ford           | 1:13.403 | 1:14.135 | + 1.909   |
| 7      | 6  | Riccardo Patrese     | Benetton-Ford           | 1:14.206 | 1:13.863 | + 2.369   |
| 8      | 28 | Gerhard Berger       | Ferrari                 | 1:14.159 | 1:13.933 | + 2.439   |
| 9      | 9  | Derek Warwick        | Footwork-Mugen/Honda    | 1:15.200 | 1:14.388 | + 2.894   |
| 10     | 26 | Mark Blundell        | Ligier-Renault          | 1:14.591 | 1:14.577 | + 3.083   |
| 11     | 25 | Martin Brundle       | Ligier-Renault          | 1:14.779 | 1:14.708 | + 3.214   |
| 12     | 30 | J. J. Lehto          | Sauber                  | 1:14.978 | 1:14.833 | + 3.339   |
| 13     | 29 | Karl Wendlinger      | Sauber                  | 1:15.016 | 1:15.070 | + 3.522   |
| 14     | 12 | Johnny Herbert       | Lotus-Ford              | 1:15.831 | 1:15.183 | + 3.689   |
| 15     | 14 | Rubens Barrichello   | Jordan-Hart             | 1:15.479 | 1:15.433 | + 3.939   |
| 16     | 10 | Aguri Suzuki         | Footwork-Mugen/Honda    | 1:15.968 | 1:15.491 | + 3.997   |
| 17     | 4  | Andrea de Cesaris    | Tyrrell-Yamaha          | 1:16.072 | 1:15.904 | + 4.410   |
| 18     | 11 | Pedro Lamy           | Lotus-Ford              | 1:17.198 | 1:15.920 | + 4.426   |
| 19     | 24 | Pierluigi Martini    | Minardi-Ford            | 1:15.942 | 1:16.323 | + 4.448   |
| 20     | 19 | Philippe Alliot      | Larrousse-Lamborghini   | 1:16.777 | 1:16.144 | + 4.650   |
| 21     | 3  | Ukyo Katayama        | Tyrrell-Yamaha          | 1:16.655 | 1:16.186 | + 4.692   |
| 22     | 20 | Erik Comas           | Larrousse-Lamborghini   | 1:16.417 | 1:16.998 | + 4.923   |
| 23     | 15 | Emanuele Naspetti    | Jordan-Hart             | 1:17.845 | 1:16.566 | + 5.072   |
| 24     | 23 | Christian Fittipaldi | Minardi-Ford            | 1:16.651 | 1:16.864 | + 5.157   |
| 25     | 21 | Michele Alboreto     | Scuderia Italia-Ferrari | 1:17.778 | 1:17.118 | + 5.624   |
| 26     | 22 | Luca Badoer          | Scuderia Italia-Ferrari | 1:19.064 | 1:17.739 | + 6.245   |
| Fonte: |    |                      |                         |          |          |           |

### Corrida
| Pos.   | Nº | Piloto               | Construtor              | Voltas | Tempo/Diferença | Grid | Pontos |
| ------ | -- | -------------------- | ----------------------- | ------ | --------------- | ---- | ------ |
| 1      | 5  | Michael Schumacher   | Benetton-Ford           | 71     | 1:32:46.309     | 6    | 10     |
| 2      | 2  | Alain Prost          | Williams-Renault        | 71     | + 0.982         | 2    | 6      |
| 3      | 0  | Damon Hill           | Williams-Renault        | 71     | + 8.206         | 1    | 4      |
| 4      | 27 | Jean Alesi           | Ferrari                 | 71     | + 1:07.605      | 5    | 3      |
| 5      | 29 | Karl Wendlinger      | Sauber                  | 70     | + 1 volta       | 13   | 2      |
| 6      | 25 | Martin Brundle       | Ligier-Renault          | 70     | + 1 volta       | 11   | 1      |
| 7      | 30 | J. J. Lehto          | Sauber                  | 69     | + 2 voltas      | 12   |        |
| 8      | 24 | Pierluigi Martini    | Minardi-Ford            | 69     | + 2 voltas      | 19   |        |
| 9      | 23 | Christian Fittipaldi | Minardi-Ford            | 69     | + 2 voltas      | 24   |        |
| 10     | 19 | Philippe Alliot      | Larrousse-Lamborghini   | 69     | + 2 voltas      | 20   |        |
| 11     | 20 | Erik Comas           | Larrousse-Lamborghini   | 68     | + 3 voltas      | 22   |        |
| 12     | 4  | Andrea de Cesaris    | Tyrrell-Yamaha          | 68     | + 3 voltas      | 17   |        |
| 13     | 14 | Rubens Barrichello   | Jordan-Hart             | 68     | + 3 voltas      | 15   |        |
| 14     | 22 | Luca Badoer          | Scuderia Italia-Ferrari | 68     | + 3 voltas      | 26   |        |
| 15     | 9  | Derek Warwick        | Footwork-Mugen/Honda    | 63     | Colisão         | 9    |        |
| 16     | 6  | Riccardo Patrese     | Benetton-Ford           | 63     | Colisão         | 7    |        |
| Ret    | 11 | Pedro Lamy           | Lotus-Ford              | 61     | Rodou           | 18   |        |
| Ret    | 12 | Johnny Herbert       | Lotus-Ford              | 60     | Rodou           | 14   |        |
| Ret    | 26 | Mark Blundell        | Ligier-Renault          | 51     | Colisão         | 10   |        |
| Ret    | 21 | Michele Alboreto     | Scuderia Italia-Ferrari | 38     | Câmbio          | 25   |        |
| Ret    | 28 | Gerhard Berger       | Ferrari                 | 35     | Suspensão       | 8    |        |
| Ret    | 7  | Mika Häkkinen        | McLaren-Ford            | 32     | Acidente        | 3    |        |
| Ret    | 10 | Aguri Suzuki         | Footwork-Mugen/Honda    | 27     | Câmbio          | 16   |        |
| Ret    | 8  | Ayrton Senna         | McLaren-Ford            | 19     | Motor           | 4    |        |
| Ret    | 3  | Ukyo Katayama        | Tyrrell-Yamaha          | 12     | Rodou           | 21   |        |
| Ret    | 15 | Emanuele Naspetti    | Jordan-Hart             | 8      | Motor           | 23   |        |
| Fonte: |    |                      |                         |        |                 |      |        |

## Tabela do campeonato após a corrida
| Pos.   | Piloto             | Pontos |
| ------ | ------------------ | ------ |
| 1      | Alain Prost        | 87     |
| 2      | Damon Hill         | 62     |
| 3      | Ayrton Senna       | 53     |
| 4      | Michael Schumacher | 52     |
| 5      | Riccardo Patrese   | 20     |
| Fonte: |                    |        |

| Pos.   | Equipe           | Pontos |
| ------ | ---------------- | ------ |
| 1      | Williams-Renault | 149    |
| 2      | Benetton-Ford    | 72     |
| 3      | McLaren-Ford     | 60     |
| 4      | Ferrari          | 23     |
| 5      | Ligier-Renault   | 22     |
| Fonte: |                  |        |

- Nota: Somente as primeiras cinco posições estão listadas e os campeões da temporada surgem grafados em negrito.